# Rhacophorus robinsonii
Rhacophorus robinsonii är en groddjursart som beskrevs av George Albert Boulenger 1903. Rhacophorus robinsonii ingår i släktet Rhacophorus och familjen trädgrodor. IUCN kategoriserar arten globalt som otillräckligt studerad. Inga underarter finns listade i Catalogue of Life.